# 峨溶镇
峨溶镇，是中华人民共和国重庆市秀山土家族苗族自治县下辖的一个乡镇级行政单位。

## 行政区划
峨溶镇下辖以下地区：
峨溶社区、贵凳村、龙塘冲村、黄瓜村、三溪村、坝浪村、新场村和蒋家村。